# Exadel
Exadel — IT-компанія, що надає професійні послуги в галузі розробки бізнес-застосунків із використанням технологій з відкритим вихідним кодом. Стратегічний партнер компанії Red Hat. Клієнтами Exadel є компанії у сфері банківських послуг, нерухомості, інвестицій, роздрібної торгівлі і туризму: банк ABN AMRO, AT&T, Bank of America, eBay, Echopass, General Electric, Honeywell, Time Warner тощо.
Exadel створила набір інструментальних засобів розробки з відкритим кодом, проводить тренінги та консультації з метою допомогти компаніям довідатися та оцінити переваги її технологій. Exadel дотримується компонентного підходу, при розробці клієнтських рішень, в забезпечення рішеннями клієнтів і спільноти Open Source. Exadel має офіси в Конкорді (Каліфорнія, США), Чикаго, Мінську (відкрито у 2003 році, увійшов до Білоруського парку високих технологій), Вітебську, Москві, Харкові та Донецьку.
Передовим продуктом компанії є ExadelStudio (тепер JBoss Developer Studio)- інтегроване середовище розробки на базі платформи Eclipse для створення вебзастосунків з використанням Open Source технологій, таких як Struts, JSF, Hibernate, MyFaces, Oracle ADF, Shale, Spring Framework.
Red Hat і Exadel Inc стали стратегічними партнерами, що додало до платформи Red Hat Enterprise Linux і JBoss Middleware інструменти розробки від Exadel на базі Eclipse для побудови сервісно-орієнтованої архітектури (SOA) і Web 2.0 застосунків (JSF Richfaces). Унаслідок цього партнерства Exadel перенесла всі свої продукти (Exadel Studio Pro, RichFaces і Ajax4jsf) на JBoss.org. Компанія Red Hat продовжує спільну роботу з Exadel, спрямовану на розробку проектів та їх інтеграцію з технологіями на платформі JBoss.